# Pedro Castillo
José Pedro Castillo Terrones (Puña, 19 oktober 1969), soms aangeduid als El Profe ('Professor'), is een Peruaanse onderwijzer, vakbondsleider en politicus. Van 28 juli 2021 tot 7 december 2022 was hij de president van Peru. Hij kwam aan de macht na het winnen van de algemene verkiezingen van 2021.

## Biografie
Geboren in een boerenfamilie in Puña, Cajamarca, begon Castillo als tiener in de informele economie van Peru te werken om geld te verdienen voor zijn studies in het onderwijs en keerde later terug naar zijn geboorteplaats om leraar op een basisschool te worden. Hij kreeg politieke bekendheid als leidende figuur in een lerarenstaking in 2017 en deed mee aan de presidentsverkiezingen van 2021 als kandidaat van de marxistische partij Vrij Peru (Perú Libre). Castillo kondigde zijn presidentiële kandidatuur aan nadat hij zijn studenten had zien lijden door het gebrek aan middelen op het platteland van Peru, met de verkiezingen die plaatsvonden te midden van de COVID-19-pandemie en een periode van democratische achteruitgang in de natie. Met de steun van mensen die op het platteland en in afgelegen provincies woonden, eindigde hij als eerste in de eerste ronde van de presidentsverkiezingen en ging door naar de tweede ronde, waar hij won van zijn tegenstander Keiko Fujimori. De overwinning van Castillo werd bevestigd op 19 juli 2021 en hij werd ingehuldigd op 28 juli.
Tijdens zijn presidentschap lag Castillo onder vuur door de hoge brandstof- en voedselprijzen en werd hij voortdurend beschuldigd van corruptie. Door de rechtse oppositie werden drie afzetprocedures tegen hem gestart. De eerste twee kregen echter niet genoeg steun in het Peruviaans congres en wist hij zodoende te overleven. Toen Castillo voorafgaand aan de derde stemming, op 7 december 2022, verklaarde het parlement te willen ontbinden en een overgangsregering te willen vormen, werd dit door velen gezien als een poging tot staatsgreep en stapte een meerderheid van zijn kabinetsleden op. Dezelfde dag werd hij door het Congres alsnog afgezet. Hij werd gearresteerd op verdenking van corruptie, rebellie en samenzwering. Vicepresident Dina Boluarte volgde hem op. Na Castillo's afzetting en arrestatie braken er gewelddadige rellen uit in Peru.